# Edwin Vurens
Edwin Vurens est un joueur de football international néerlandais, puis entraîneur de football, né le 6 juin 1968 à Stompwijk (désormais Leidschendam).

## Biographie
Cet attaquant évolue aux Pays-Bas et en Suisse. Il commence sa carrière au Sparta Rotterdam, puis joue en faveur du FC Twente. Il évolue ensuite avec le Roda JC et le FC Saint-Gall. Il termine sa carrière au Servette FC.
Il dispute 297 matchs en première division néerlandaise, inscrivant 69 buts, et 105 matchs en première division suisse, marquant 27 buts. Il réalise sa meilleure performance lors de la saison 1991-1992, où il inscrit 14 buts en Eredivisie avec le Sparta Rotterdam.
Au sein des compétitions européennes, il joue deux matchs en Ligue des champions, et 11 matchs en Coupe de l'UEFA (trois buts).
Edwin Vurens reçoit une sélection en équipe des Pays-Bas. Il s'agit d'une rencontre amicale disputée le 22 février 1995 contre le Portugal à Eindhoven (défaite 0-1).
Après sa carrière de joueur, il entraîne plusieurs clubs amateurs néerlandais.

## Palmarès
- Champion de Suisse en 1999 avec le Servette FC
- Vainqueur de la Coupe de Suisse en 2001 avec le Servette FC
- Finaliste de la Coupe de Suisse en 1998 avec le FC Saint-Gall